# Сан-Жуан-даш-Лампаш
Сан-Жуан-даш-Лампаш (порт. São João das Lampas)  —  район (фрегезия) в Португалии,  входит в округ Лиссабон. Является составной частью муниципалитета  Синтра. Находится в составе крупной городской агломерации Большой Лиссабон. По старому административному делению входил в провинцию Эштремадура. Входит в экономико-статистический  субрегион Большой Лиссабон, который входит в Лиссабонский регион. Население составляет 11 392 человека на 2011 год. Занимает площадь 57,29 км².
Покровителем района считается Иоанн Креститель (порт. João Baptista). 